# Кошаріска
Кошаріска (словац. Košariská) — село, громада округу Миява, Тренчинський край. Кадастрова площа громади — 11.53 км².
Населення 422 особи (станом на 31 грудня 2019 року).

## Історія
Кошаріска згадуються 1786 року.

## Географія
Протікає річка Шинделак.

## Населення
| Рік:            | 1994. | 2004.   | 2014.   | 2024.   |
| --------------- | ----- | ------- | ------- | ------- |
| Кількість осіб: | 431   | 403     | 435     | 416     |
| Різниця:        |       | -6,49 % | +7,94 % | -4,36 % |

| Рік:            | 2023. | 2024.   |
| --------------- | ----- | ------- |
| Кількість осіб: | 417   | 416     |
| Різниця:        |       | -0,23 % |